# In The Club
In The Club est un groupe de rock français, originaire de Paris. Il est formé par Chakib Chambi (auteur-compositeur, chanteur et guitariste), Simon (guitariste), Jildaz (bassiste) et Hervé (batteur). Le quatuor parisien a connu le jour au printemps 2004, lorsque Chakib quitte la formation Overhead.

## Biographie
Depuis la fin des années 2000, le groupe acquiert une certaine notoriété à travers ses nombreux concerts en région parisienne (l'Élysée Montmartre, le Batofar, la Flèche d'or, la Maroquinerie, le Nouveau Casino, le Bataclan...), mais aussi grâce à ses prestations pour la tournée Inrocks Indie Club Tour, organisée par l'hebdomadaire Les Inrockuptibles. Le titre She's a Man est d'ailleurs sélectionné pour apparaître sur la compilation CQFD 2006 du même magazine, ainsi que dans le cadre d'une publicité pour la marque Logitech.
Après plusieurs mois d’enregistrement et de production, In The Club dévoile son premier album, Seduce’n Destroy, le 31 août 2009, au label Temps d'avance ; de par cet album, Louisa d'albumrock.net les considère comme « les nouveaux Strokes français ». Mixé en Suède par Tore Johansson (Franz Ferdinand, The Cardigans…) et masterisé à Sterling Sound NY par Greg Calbi (MGMT, Interpol…). La même année en juin, ils jouent à l'Olympia avec Martin Solveig.

## Style musical
Le style musical des ITC pourrait être rattaché au pop rock « à l'anglaise ». Néanmoins, leur son particulier introduit des guitares aux mélodies naïves et nerveuses, ainsi que des rythmiques empruntant aussi bien au rock des années 1980 qu’à la culture club des années 2000. De Rapture à Scott Walker, en passant par Michael Jackson, Prince ou même Daft Punk, les influences convoquées par le quatuor entrecroisent  les genres au gré d’une culture musicale anglo-saxonne. L'ensemble de leurs compositions révèle des titres courts chantés en anglais et portés par une voix mélodique, nonchalante et éraillée.

## Membres
- Chakib Chambi - chant, guitare
- Simon - guitare
- Jildaz - basse
- Hervé - batterie

## Discographie
- 2009 : Seduce’n Destroy